# Dawda Ngum
Dawda Ngum (Banjul, 2 settembre 1990) è un calciatore gambiano, centrocampista svincolato della nazionale gambiana.

## Carriera

### Club
Ha giocato nella seconda divisione danese e nella terza divisione svedese.

### Nazionale
Ha esordito in nazionale nel 2015; è stato convocato per la Coppa delle nazioni africane 2021.

## Statistiche

### Cronologia presenze e reti in nazionale
| Cronologia completa delle presenze e delle reti in nazionale ― Angola | Cronologia completa delle presenze e delle reti in nazionale ― Angola | Cronologia completa delle presenze e delle reti in nazionale ― Angola | Cronologia completa delle presenze e delle reti in nazionale ― Angola | Cronologia completa delle presenze e delle reti in nazionale ― Angola | Cronologia completa delle presenze e delle reti in nazionale ― Angola | Cronologia completa delle presenze e delle reti in nazionale ― Angola | Cronologia completa delle presenze e delle reti in nazionale ― Angola |
| Data                                                                  | Città                                                                 | In casa                                                               | Risultato                                                             | Ospiti                                                                | Competizione                                                          | Reti                                                                  | Note                                                                  |
| --------------------------------------------------------------------- | --------------------------------------------------------------------- | --------------------------------------------------------------------- | --------------------------------------------------------------------- | --------------------------------------------------------------------- | --------------------------------------------------------------------- | --------------------------------------------------------------------- | --------------------------------------------------------------------- |
| 9-6-2015                                                              | Kampala                                                               | Uganda                                                                | 1 – 1                                                                 | Gambia                                                                | Amichevole                                                            | -                                                                     |                                                                       |
| 27-3-2017                                                             | Rabat                                                                 | Rep. Centrafricana                                                    | 1 – 2                                                                 | Gambia                                                                | Amichevole                                                            | -                                                                     | 81’                                                                   |
| 11-6-2017                                                             | Cotonou                                                               | Benin                                                                 | 1 – 0                                                                 | Gambia                                                                | Qual. Coppa d'Africa 2019                                             | -                                                                     |                                                                       |
| 23-3-2018                                                             | Bakau                                                                 | Gambia                                                                | 1 – 1                                                                 | Rep. Centrafricana                                                    | Amichevole                                                            | -                                                                     |                                                                       |
| 8-9-2018                                                              | Bakau                                                                 | Gambia                                                                | 1 – 1                                                                 | Algeria                                                               | Qual. Coppa d'Africa 2019                                             | -                                                                     | 76’                                                                   |
| 12-10-2018                                                            | Lomé                                                                  | Togo                                                                  | 1 – 1                                                                 | Gambia                                                                | Qual. Coppa d'Africa 2019                                             | -                                                                     | 46’                                                                   |
| 22-3-2019                                                             | Blida                                                                 | Algeria                                                               | 1 – 1                                                                 | Gambia                                                                | Qual. Coppa d'Africa 2019                                             | -                                                                     | 64’                                                                   |
| 7-6-2019                                                              | Marrakech                                                             | Guinea                                                                | 0 – 1                                                                 | Gambia                                                                | Amichevole                                                            | -                                                                     |                                                                       |
| 10-9-2019                                                             | Luanda                                                                | Angola                                                                | 2 – 1                                                                 | Gambia                                                                | Qual. Mondiali 2022                                                   | -                                                                     | 80’                                                                   |
| 9-10-2019                                                             | Gibuti                                                                | Gibuti                                                                | 1 – 1                                                                 | Gambia                                                                | Qual. Coppa d'Africa 2021                                             | -                                                                     | 42’ 62’                                                               |
| 13-10-2019                                                            | Bakau                                                                 | Gambia                                                                | 1 – 1 dts (3 – 2 dtr)                                                 | Gibuti                                                                | Qual. Coppa d'Africa 2021                                             | -                                                                     |                                                                       |
| 13-11-2019                                                            | Luanda                                                                | Angola                                                                | 1 – 3                                                                 | Gambia                                                                | Qual. Coppa d'Africa 2021                                             | -                                                                     | 67’                                                                   |
| 18-11-2019                                                            | Bakau                                                                 | Gambia                                                                | 2 – 2                                                                 | RD del Congo                                                          | Qual. Coppa d'Africa 2021                                             | -                                                                     | 82’                                                                   |
| 9-10-2020                                                             | Parchal                                                               | Gambia                                                                | 1 – 0                                                                 | Rep. del Congo                                                        | Amichevole                                                            | -                                                                     | 82’                                                                   |
| 12-11-2020                                                            | Franceville                                                           | Gabon                                                                 | 2 – 1                                                                 | Gambia                                                                | Qual. Coppa d'Africa 2021                                             | -                                                                     | 69’                                                                   |
| 25-3-2021                                                             | Bakau                                                                 | Gambia                                                                | 1 – 0                                                                 | Angola                                                                | Qual. Coppa d'Africa 2021                                             | -                                                                     | 84’                                                                   |
| 29-3-2021                                                             | Kinshasa                                                              | RD del Congo                                                          | 1 – 0                                                                 | Gambia                                                                | Qual. Coppa d'Africa 2021                                             | -                                                                     | 44’                                                                   |
| 12-10-2021                                                            | El Jadida                                                             | Gambia                                                                | 2 – 1                                                                 | Sudan del Sud                                                         | Amichevole                                                            | -                                                                     | 68’                                                                   |
| 24-1-2022                                                             | Bafoussam                                                             | Guinea                                                                | 0 – 1                                                                 | Gambia                                                                | Coppa d'Africa 2021 - Ottavi di finale                                | -                                                                     |                                                                       |
| 24-3-2023                                                             | Bamako                                                                | Mali                                                                  | 2 – 0                                                                 | Gambia                                                                | Qual. Coppa d'Africa 2023                                             | -                                                                     | 84’                                                                   |
| 20-11-2023                                                            | Dar es Salaam                                                         | Gambia                                                                | 0 – 2                                                                 | Costa d'Avorio                                                        | Qual. Mondiali 2026                                                   | -                                                                     | 74’                                                                   |
| Totale                                                                |                                                                       | Presenze                                                              | 21                                                                    |                                                                       | Reti                                                                  | 0                                                                     |                                                                       |